# Miguel Linares Zafra
Miguel Linares Zafra (Jaén, Madrid, España, 5 de enero de 1991) más conocido como Miguel Linares, es un exfutbolista y actualmente, director deportivo de fútbol español que actualmente dirige la dirección deportiva del Real Avilés Industrial C.F. de la Segunda Federación.

## Trayectoria

### Como jugador
Como jugador actuaba de mediocentro y defensa central. Su trayectoria giró en torno a equipos de la Tercera División de España y Segunda División B de España
Club Atlético de Madrid (2005-2012) Real Murcia Club de Fútbol (2012-2013), Villacarrillo Club de Fútbol (2013-2014), Club Deportivo Puerta Bonita (2014-2015) y Atlético Mancha Real, consiguió ascender a Segunda División B de España (2015-2017), donde se retiró en enero de 2017.

### Como director deportivo
En 2015, antes de finalizar su etapa como jugador trabajaría en el Departamento de Scouting Fútbol Base del Córdoba CF, posteriormente, promocionaría al puesto de Coordinador del Departamento de Scouting Fútbol Base del Córdoba CF, hasta que en febrero de 2017, se convierte en secretario técnico del Córdoba CF de la Segunda División de España. 
En la temporada 2017/2018, Miguel Linares ya actuaba como secretario técnico del Córdoba CF de la  Segunda División de España. 
En marzo de 2018, sale del Córdoba CF y regresa a Jaén para convertirse en director deportivo del Linares Deportivo, que militaba en la Tercera División de España.
En su primera temporada 2018/2019 en el cargo, el Linares Deportivo consigue disputar el playoff de ascenso a Segunda B, quedando eliminado en la última eliminatoria. En la temporada 2019/2020, el director deportivo logra el ascenso a la Segunda División B de España.  
En la siguiente temporada 2020/2021 con el Linares Deportivo, Miguel linares sería el arquitecto que lograría confeccionar la plantilla para conseguir una plaza en la Primera RFEF y además, disputó el playoff de ascenso a Segunda División de España, en el que cayó derrotado frente a la SD Amorebieta en las semifinales. 
En la temporada 2021/2022, el conjunto jienense no solo logró la permanencia en Primera RFEF, sino que el director deportivo consiguió por segunda temporada consecutiva, meter al Linares Deportivo en un playoff de ascenso a la Liga Hypermotion. El conjunto linarense cayó derrotado frente al RC Deportivo de la Coruña en Riazor. 
El 8 de junio de 2022, firma como director deportivo del UCAM Murcia CF de la Segunda Federación.En su primera temporada 2022/2023, el director deportivo consiguió clasificar a su plantel para el playoff de ascenso a Primera Federación. La temporada 2023/2024 fue la última de Miguel Linares al frente del conjunto Universitario, finalizando así su vinculación contratual con el UCAM Murcia CF.
El 31 de mayo de 2024, el jienense firmó como director deportivo del Real Avilés Industrial CF de la Segunda Federación. El conjunto asturiano incorporó a Miguel Linares con la intención de impulsar y crecer este ambicioso proyecto.

## Clubes

### Como director Deportivo
| Club                            | País   | Año             |
| ------------------------------- | ------ | --------------- |
| Córdoba CF (scouting)           | España | 2015 - 2017     |
| Córdoba CF (secretario técnico) | España | 2017 - 2018     |
| Linares Deportivo               | España | 2018 - 2022     |
| UCAM Murcia CF                  | España | 2022 - 2024     |
| Real Avilés Industrial CF       | España | 2024-actualidad |